# ويكي هاوس

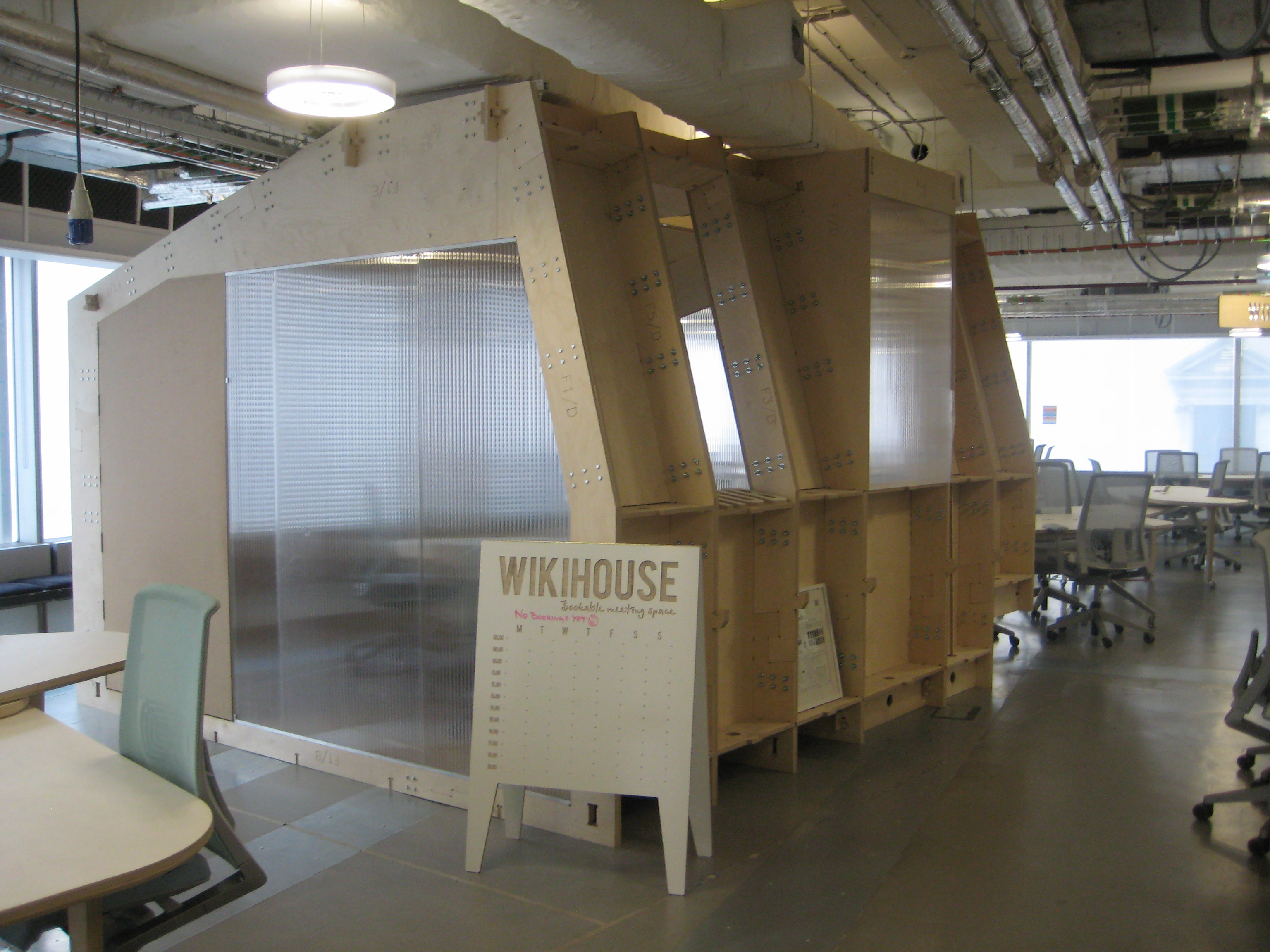
نموذج أولي من مشروع ويكي هاوس بمدينة وستمنستر

ويكي هاوس هو مشروع مفتوح المصدر لتصميم وبناء منازل صغيرة وقليلة التكلفة (تكون معدة من الخشب غالبا). ويسعى إلى إضفاء الطابع الديمقراطي وكذا تبسيط بناء مساكن مستدامة وخفيفة الموارد والوزن ورخيسة الثمن. بدأ المشروع في صيف 2011 كتجربة أولية من عدة مهندسين ومصممين هم أليستير بارفين ونيك إيرودياكونو من شركة التصميم المسماة "00"، وهي مجموعة تصميم مقرها لندن، بالتعاون مع تاف أوف إيسبيانز وجيمس آرثر وستيف فيشر من "Momentum Engineering. أُطلق المشروع في بينالي جوانجو للتصميم في غوانجو، كوريا الجنوبية.

## فكرة المشروع

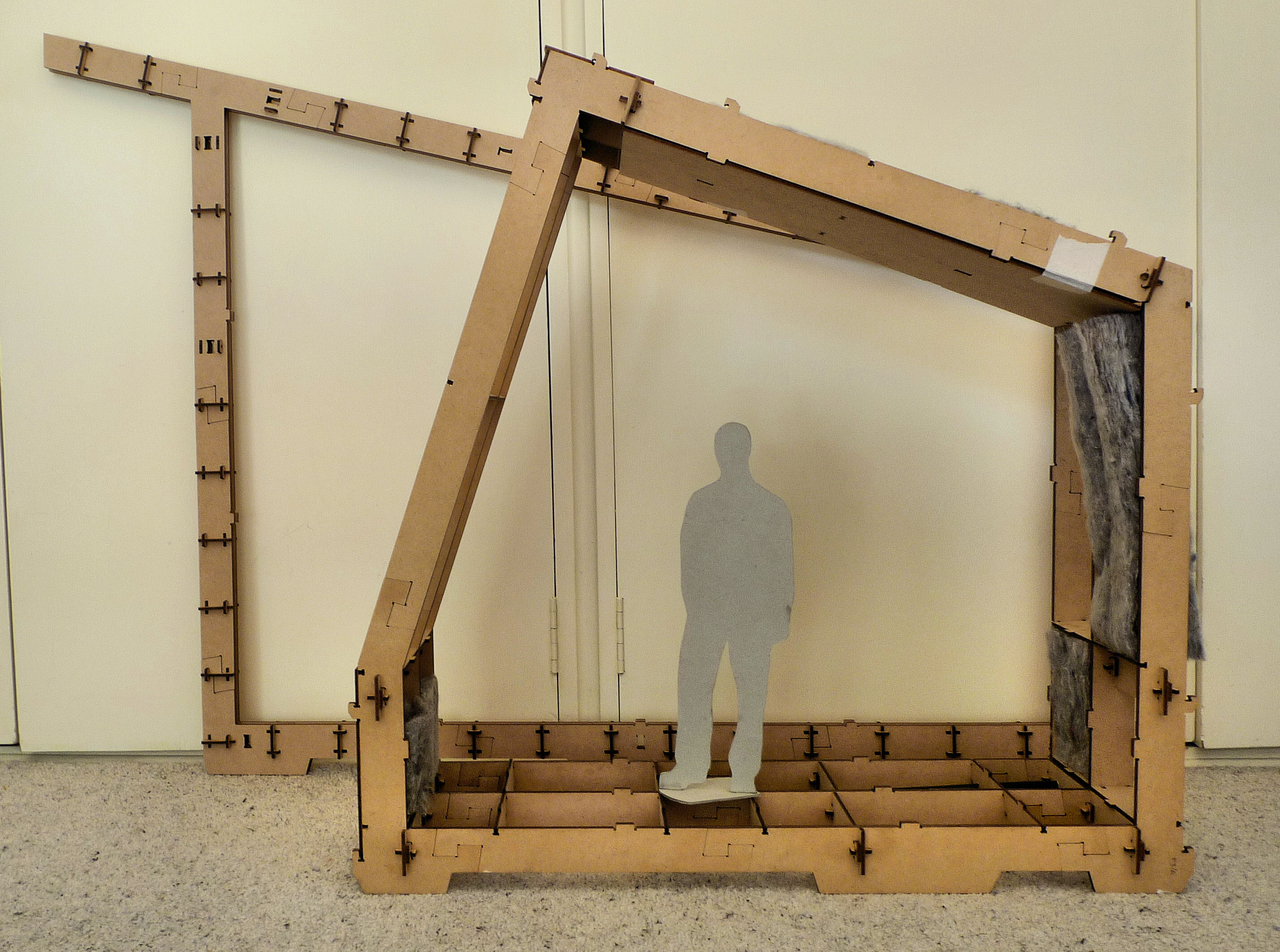
نماذج مصغرة لاثنين من تصميمات ويكي هاوس المختلفة

يمكّن ويكي هاوس المستخدمين من تنزيل الملفات المرخصة المشاع الإبداعي من مكتبته عبر الإنترنت، والتعديل عليها باستخدام برنامج سكتش أب، من ثم استخدامها لإنشاء قطع تشبه أحجية الصور المقطوعة من الخشب الرقائقي باستخدام جهاز توجيه CNC. لا يتطلب إنشاء هياكل ويكي هاوس أي أجزاء خاصة لأن قطع الخشب المقطوعة تتشابك عن طريق وصلات الإسفين والوتد المستوحاة من العمارة الكورية الكلاسيكية. يمكن تجميع إطار ويكي هاوس في أقل من يوم بواسطة أشخاص لم يتلقوا أي تدريبًا رسميًا في البناء. يجب بعد ذلك إضافة اللمسات الأخيرة والمتمثلة في الكسوة والعزل والأسلاك والسباكة قبل أن يتم استخدامه كبيت للسكن. يتولى مختبر الأنظمة المفتوحة مسؤولية صيانة مشروع ويكي هاوس.

## تاريخ بداية المشروع

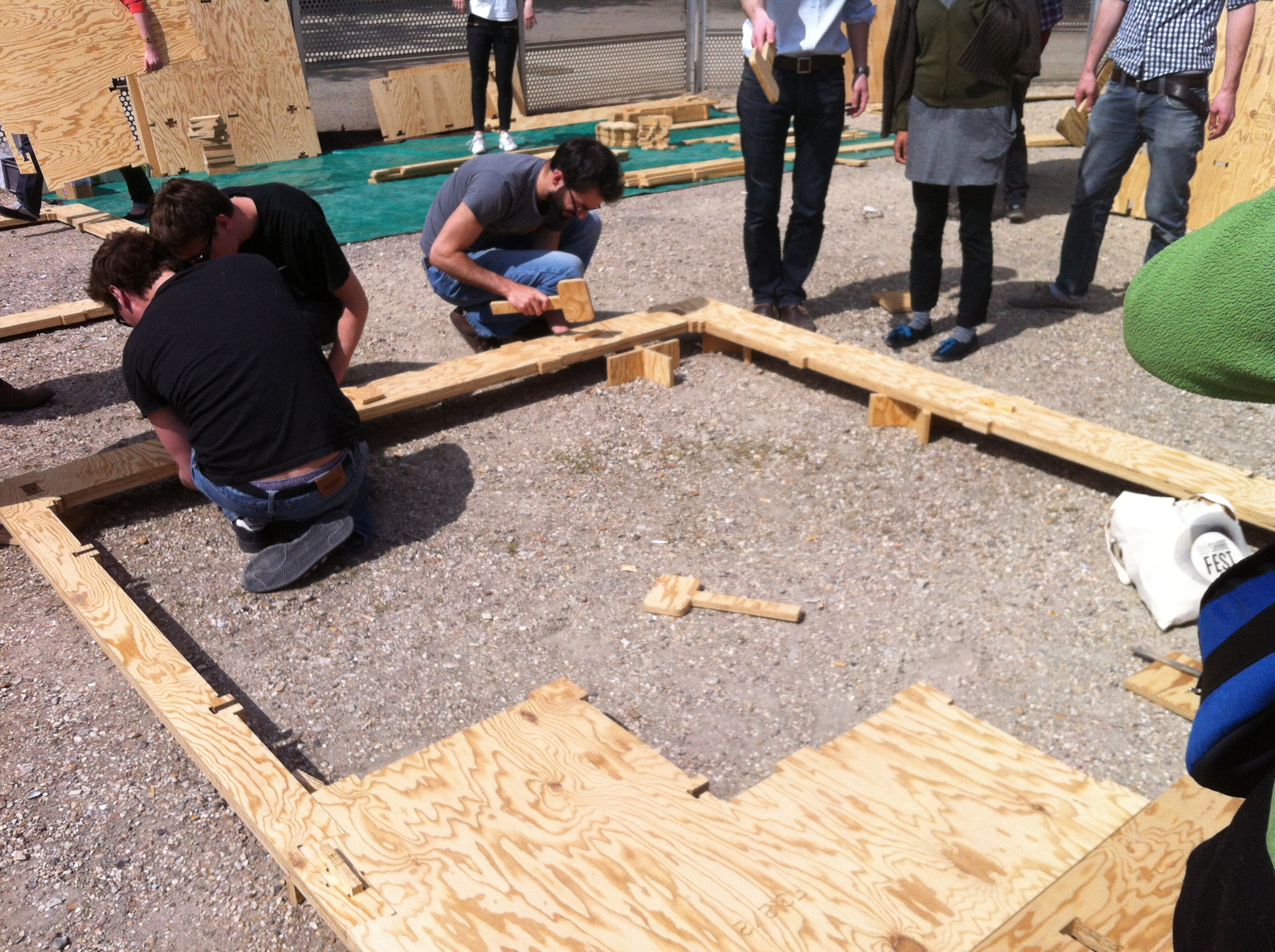
ويكي هاوس قيد الإنشاء في Ouisharefest في باريس، مايو 2013

استثمر مشروع ويكي هاوس أموال جائزة مالية فاز بها في مؤتمر تيد في يونيو 2012 في شراكة مع مشروع "تعبئة الشباب البرازيلي دارما" ووكالة التحليل "BrazilIntel" لبناء نماذج من ويكي هاوس في الأحياء الفقيرة في ريو دي جانيرو، البرازيل. تهدف هذه الشراكة المعروفة باسم ويكي هاوس ريو إلى إنشاء "معمل صانع" واحد يمكن للمجتمع استخدامه ومشاركة جهاز توجيه CNC فيه، مما يتيح لهم تطوير مهاراتهم في التصميم والبناء. يخطط فريق ويكي هاوس لتوسيع هذه المبادرة وإنشاء معامل صانعة مشابهة في مجتمعات أخرى محرومة حول العالم. كما توجد خطط لاستخدام ويكي هاوس كمساكن للإغاثة من الكوارث في البلدان المعرضة للزلازل مثل هايتي واليابان ونيوزيلندا.
بحلول كانون الأول (ديسمبر) 2013، بينما لم يكن هناك نماذج من ويكي هاوسs مأهولة بالسكان، كان هناك عدد قليل من النماذج الأولية المكتملة بالإضافة إلى ملجأ مشاة صالح للاستخدام في فرايدايثورب، إنجلترا. هذه النماذج من ويكي هاوسs هي عبارة عن هياكل من طابق واحد مربعة الشكل ذات أسقف مائلة وأساسات صغيرة 175 قدم مربع (16.3 م2) حوالي 175 قدم مربع (16.3 م2) . بحلول عام 2015، تم بناء العديد من نماذج ويكي هاوسs الإضافية، بما في ذلك المباني التالية وفي الأحداث التالية:
حتى ديسمبر 2013 لم يكن هناك نماذج مأهولة من ويكي هاوس وإنما كانت هناك بعض النماذج الأولية المكتملة بالإضافة إلى ملجأ مشاة صالح للاستخدام في فرايدايثورب، إنجلترا. كانت هذه النماذج من ويكي هاوس عبارة عن هياكل من طابق واحد ذات تصميم مربع مع أسقف مائلة وأساسات صغيرة، بمساحة تبلغ حوالي 175 قدم مربع (16.3 م2). بنيت العديد من نماذج المشروع حتى عام 2015 منها.
- ميكر فير 2013 في كوينز.[13]
- ويكي هاوس 4.0 في مهرجان لندن للتصميم.[14]
- فاوند هاوس مايكروهاوس بمساحة 150 قدم مربع (14 م2).[15][16]
- ويكي هاوس في MAKlab في غلاسكو [17]
- متجر فرم في غرب اسكتلندا [18]
- مشروع سبيس كرافت سيستمز في نيوزيلندا [19]
- WikiSHED.[20][21]
- ويكي هاوس في بطولة فيينا المفتوحة 2015.[22]

## تأثير ويكي هاوس
كان تركيز وسائط الإعلام حول ويكي هاوس بشكل كبير على الطبيعة التجريبية والتنفيذية للمشروع، مقارنة مع أثاث شركة ايكيا، والصعوبة المحتملة في العثور على أجهزة التوجيه CNC وتكاليف الاستخدام الباهظة. قدم مؤلف الخيال العلمي الأمريكي بروس ستيرلنج أيضًا مراجعة لتصميم ويكي هاوس، واصفًا إياه بشكل إيجابي بأنه مسكن كما أضاف «يمكنني على الأرجح أن أبني واحد وأسكنه شخصيًا».

## روابط خارجية
- الموقع الرسمي
- حديث TED لـ Alastair Parvin: الهندسة المعمارية للناس من قبل الناس